# Hainault (London Underground)

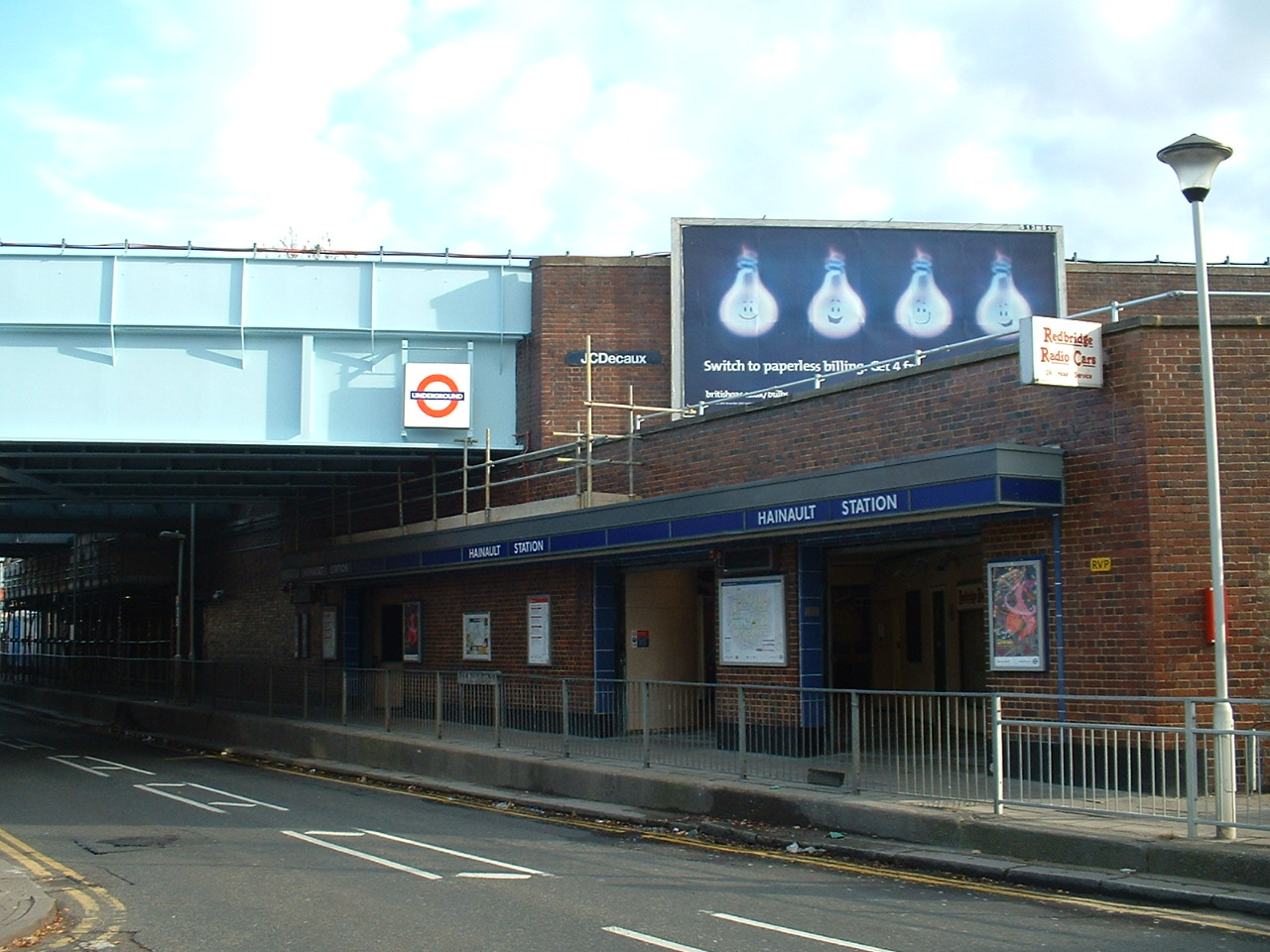
Stationsgebäude

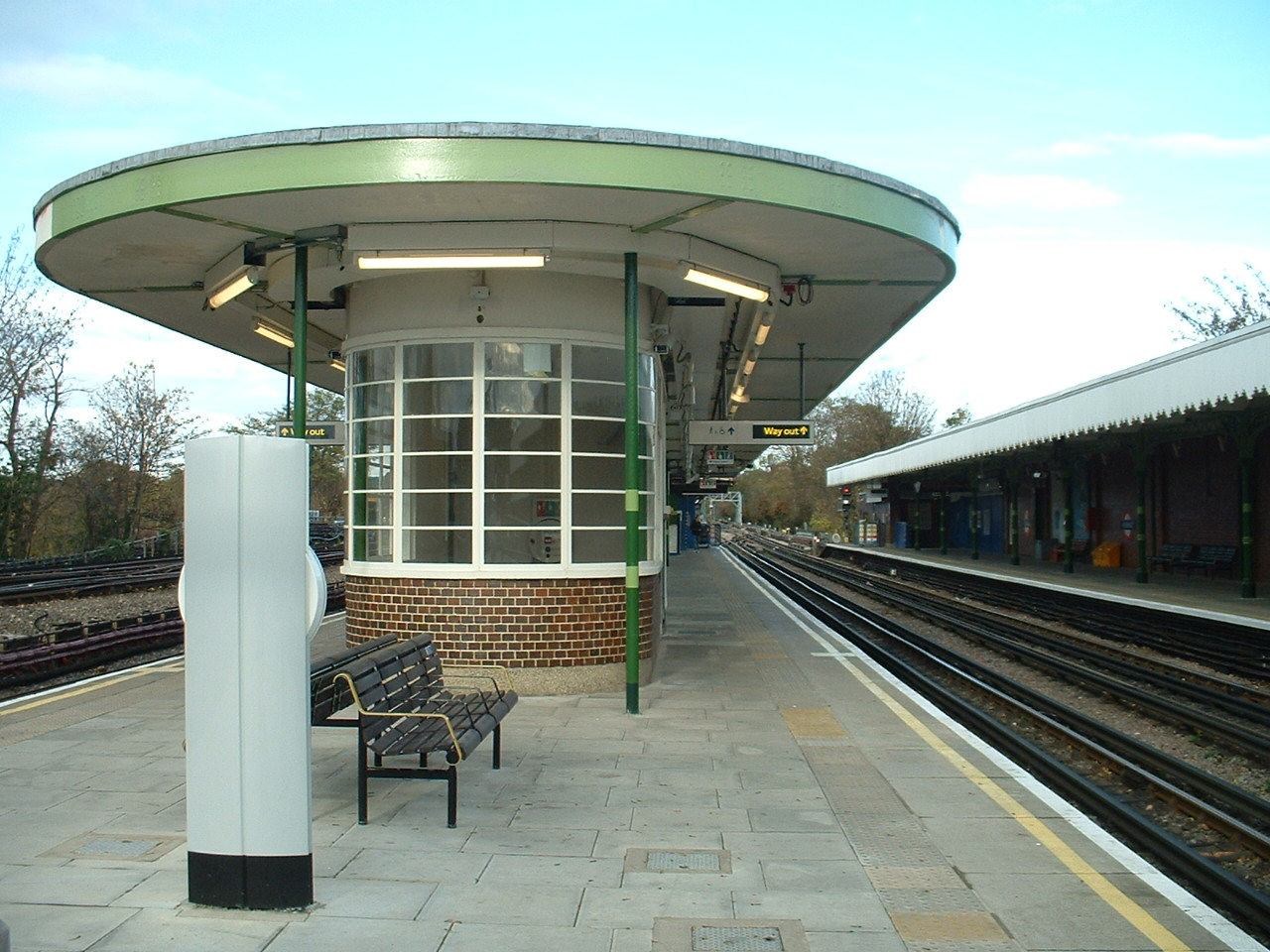
Bahnsteig mit Wartehäuschen

Hainault ist eine oberirdische Station der London Underground im Stadtbezirk London Borough of Redbridge. Sie liegt in der Travelcard-Tarifzone 4 an der New North Road. Im Jahr 2014 nutzten 3,48 Millionen Fahrgäste diese von der Central Line bediente Station. Nördlich davon befindet sich eine der drei Betriebswerkstätten der Central Line.

## Geschichte
Am 1. Mai 1903 eröffnete die Great Eastern Railway eine Vorortseisenbahn von Ilford über Hainault nach Woodford, die sogenannte Fairlop Loop. Wegen zu geringer Nachfrage war der Haltepunkt vom 1. Oktober 1908 bis zum 2. März 1930 geschlossen. 1923 ging die Strecke in den Besitz der London and North Eastern Railway (LNER) über.
Als Teil des New Works Programme des London Passenger Transport Board von 1935 sollte der größte Teil der Strecke an die Central Line übertragen werden, um die anschließende Haupteisenbahnlinie in Richtung Liverpool Street zu entlasten. Die Bauarbeiten begannen 1938, mussten aber nach Ausbruch des Zweiten Weltkriegs bis 1946 eingestellt werden. Von 1943 bis 1945, während des Zweiten Weltkriegs, nutzte das United States Army Transportation Corps vorübergehend die im Jahr 1939 fertiggestellte Betriebswerkstatt.
Der letzte von Dampflokomotiven gezogene LNER-Zug verkehrte am 29. November 1947. Ab dem 14. Dezember 1947 passierten leere U-Bahn-Züge die Station, um auf der neu elektrifizierten Strecke zur Betriebswerkstatt zu gelangen. Der U-Bahn-Betrieb auf dem Streckenabschnitt zwischen Newbury Park und Hainault wurde am 31. Mai 1948 aufgenommen. Ein knappes halbes Jahr lang war Hainault Endstation, bis zur Wiederinbetriebnahme der restlichen Strecke nach Woodford am 21. November 1948.